# José Antonio Navalón
José Antonio Navalón (Madrid, 7 de agosto de 1941 - Puerto Real, 23 de junio de 2017), fue un pintor y poeta español, activista cultural y defensor del medio ambiente en España y México.  Consiguió una sentencia ejemplar respecto a la contaminación acústica en Andalucía. En 2012 fue Premio Estatal de Poesía de Tamaulipas (México).

## Comienzos
Nacido en plena posguerra en Madrid, se crio con sus abuelos tras fallecer su madre. Desarrolló sus estudios en el Colegio de los Calasancios de Conde de Peñalver.  Su vida laboral comenzó con 14 años como botones en un banco. Protegido de su única tía materna,  la actriz y vicetiple Angelita Navalón, desarrolló un especial aprecio por el mundo del arte y la actuación. Trabajó como asistente del periodista Tico Medina. Fue director de teatro del Ateneo de Madrid y del grupo de teatro Las Máscaras. Colaboró con Los Goliardos y fue realizador en Televisión Española.

## Obra
A partir de los años 80 desarrolló su carrera de pintor con diversas exposiciones en galerías de Madrid, destacando la galería Torres Begué. El crítico de arte Santiago Amón, escribiría sobre él: 
“La práctica de una poesía del espacio es lo que mejor define a Navalón, con su fuerza emocional directa y su espléndida pureza. La obra de este artista es profundamente de hoy. A las formas funcionales del entorno cotidiano responde con un arte eficazmente expresivo, un arte cuyos medios emocionales aparecen pudorosamente encubiertos. Sin perder su sensibilidad sino todo lo contrario, amplifica la pujanza de su condición, y su obra adquiere extraordinario rigor. José Antonio Navalón se halla a la altura de los creadores de hoy, que pueden responder a las exigencias de la sensibilidad contemporánea”.
Durante la década de los 80 y coincidiendo con los tiempos de la movida madrileña, desarrolló su labor como activista cultural desde el café galería de arte Bubión.
Su labor cultural y artística se trasladó a El Puerto de Santa María y la Bahía de Cádiz donde expuso en diversos centros culturales, cafés, y hoteles. Entre ellas destaca la exposición “Ecosistemas íntimos” (1997)  en el Museo Cruz Herrera de La Línea de la Concepción, y la exposición antológica en el Museo de Cádiz (2000) en la que, mediante 72 obras, “el autor se alía con el expresionismo, rasga y raspa intencionadamente el lienzo y el papel y busca en el cromatismo una fuerza inusitada”
Comienza también entonces su colaboración con Francisco Liria y La Carbonería de Sevilla, donde expuso en varias ocasiones. Su obra a partir del Expresionismo evolucionó hacia el expresionismo abstracto, siendo el mayor exponente del “Secuencialismo” y del GEM (Grupo de Expertos en Manchas).

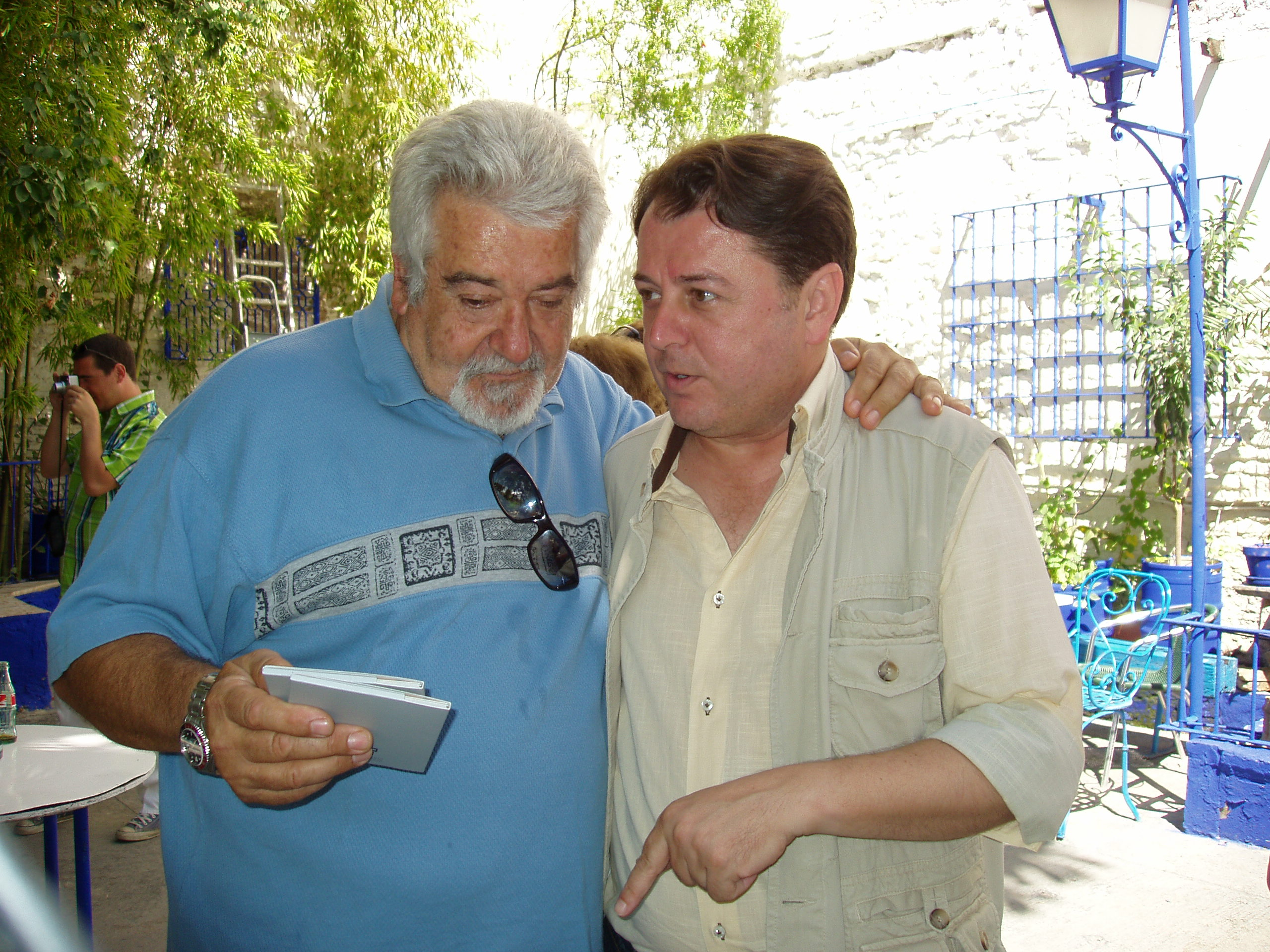
Navalón con Paco Liria en La Carbonería (2006)

Al respecto Francisco Liria escribiría sobre él: 

“Sus pinturas han venido a dar en una suerte de maduración en torno a las relaciones de las estrategias de representación  o tratamiento de la contra-figuración. Su carácter transgresor logra unir una contestataria visualidad a los mejores derroteros del expresivismo contra-figurativo de aquellos, por subversores, inesperados años".
Su colaboración con el pintor David López Panea, premio Focus-Abengoa, pasó por la creación de obra conjunta y el activismo del GEM o Grupo de Expertos en Manchas impartiendo talleres y conferencias. Tras su primera estancia en México (2003-5) se multiplicaron las exposiciones en Andalucía,  comenzando a difundir sus poemas, y obteniendo el 2º premio de Cartas de Amor de Vicálvaro. 
Expone en la Casa de la Cultura de Chiclana “Nostalgias del viajero” (2006), en Sevilla “Tauromagia” y “Pintan palabras” y en Jerez, Rota, Puerto Real, Cádiz. Dedica la exposición “La flor inmediata” a su amigo Andrés Calamaro. También participa en el homenaje a Nicolás Salmerón en el centenario de la muerte del que fuera presidente de la I República española.   
El crítico Bernardo Palomo, con motivo de la exposición en El Puerto de Santa María describe su obra como “fierismo”:  
"En la obra de José Antonio Navalón nos encontramos colores sumergidos en la sabiduría de años recorriendo otras latitudes, amasando ideas, recolectando luces, con ese acento solidario y crítico que envuelve unos tonos vibrantes, líricos. Y emocionantes colores. "Su pintura densa y esencial, presenta los ritmos poderosos de una figuración marcada únicamente por los valores matéricos de la forma. Todo en su obra está supeditado a la expresión colorista, a la supremacía de un color que ejerce su potestad abiertamente, sin resabios efectistas, a la búsqueda absoluta de una representación que abandona las parcelas de un expresionismo determinante para situarse en un salvaje fierismo –a la pintura de José Antonio Navalón le sienta mejor la traducción española de aquel Fauve de tan impactante trascendencia plástica- donde la abstracción se encuentra solamente a un paso." 

## Activismo ambiental
Su vida en la provincia de Cádiz le llevó a la lucha ecologista para la protección de espacios naturales como la playa de El Palmar de Vejer, donde fundó en 1992 la Asociación Casa en la Arena, y donde desarrolló numerosas actuaciones para la defensa del litoral y para la promoción de la educación ambiental. Su apoyo explícito a la interconexión eléctrica entre España y Marruecos, lo que se denominaría el “Cable de Tarifa” le suscitó numerosas críticas y amenazas.
Su activismo social le hace crear a nivel nacional la “Plataforma contra el Ruido” que reuniría asociaciones y vecinos de diferentes ciudades españolas afectadas por las molestias del botellón y de los ruidos del tráfico. En 2005 consiguió por medio de los tribunales y de “Juristas contra el Ruido” una sentencia ejemplar contra el Ayuntamiento de El Puerto de Santa María y su alcalde Hernán Díaz, del que se declaró íntimo enemigo. La sentencia supuso la primera de las sanciones al municipio por la “Motorada” o circulación de miles de motocicletas durante varios días en el centro de la ciudad y coincidiendo con el Campeonato Mundial de Motociclismo en Jerez.

## Vida y obra en México
Su primera estancia en México (2003-2005) residiendo en Ciudad Victoria (Tamaulipas) le permitió realizar diversas exposiciones, recitales de poesía y entrar en contacto con poetas y artistas como Alejandro Rosales, Alfredo Ponce,  Valentina Beristain  y Agnès Druene.
En su segunda estancia en México (2011-2017) convive con las balaceras de la guerra a las drogas en Ciudad Victoria, Tamaulipas, donde está acompañada por su hija adolescente, mientras participa en la vida cultural de la ciudad con distintos talleres con Alejandro Rosales y colaborando con su página “Ojo del cíclope” en el diario El Expreso. Recibe el Premio Estatal de Poesía de Tamaulipas en 2012 con el libro “Aquí me quedo”.
Huyendo de la violencia de la guerra a las drogas se traslada al otro extremo de la República, residiendo en la ciudad de Tuxtla Gutiérrez (Chiapas), donde siguió participando en la vida cultural, con numerosas exposiciones,  programas de radio y talleres hasta su fallecimiento.